# Héléna (Oper)
Héléna (deutscher Titel: Helene) ist eine Oper in drei Akten des französischen Komponisten Étienne-Nicolas Méhul. Das Libretto stammt von Jean Nicolas Bouilly und Jacques-Antoine de Révéroni Saint-Cyr. Die Uraufführung fand am 1. März 1803 in der Salle Feydeau der Opéra-Comique in Paris statt.

## Handlung
Constantin, der Graf von Arles, wird beschuldigt, seinen Vater ermordet zu haben. Zusammen mit seiner Frau Héléna entflieht der Graf dem Volkszorn, der vom neuen Grafen Edmond noch angeheizt wird. Die Flucht gestaltet sich schwierig, und in ihrer Not müssen sie sich von ihrem noch jungen Sohn Adolphe trennen, den sie dem freundlich gesinnten Gutsherren Maurice übergeben, der das Kind unter dem Namen Paul aufzieht. Es folgen diverse Wirrungen, Verwechslungen und Verkleidungen. Am Ende kommt folgende Wahrheit zu Tage: Der zwischenzeitlich ebenfalls verstorbene Graf Edmond hat auf dem Sterbebett den Mord an Constantins Vater gestanden. Damit stellt sich die Unschuld Constantins heraus, die dem Volk verkündet wird. Dessen Sohn Adophe wird ebenfalls wieder in seine Familie eingegliedert. Damit endet die Oper mit einem Happy End.

## Weitere Anmerkungen
Die Oper gehört zu den weniger erfolgreichen Werken des Komponisten. In den zwanzig Monaten nach der Uraufführung kam es zu insgesamt 36 Vorstellungen. Dem Librettisten wurde vorgeworfen, sich zu sehr an seinem früheren Libretto für die Oper Les deux journées (vertont von Luigi Cherubini) gehalten zu haben, obwohl die Handlungen der beiden Werke doch variieren.
Weitere Aufführungen in französischer Sprache gab es 1804 in Braunschweig und Brüssel sowie 1809 in Moskau. Eine deutsche Übersetzung von Georg Friedrich Treitschke wurde 1803 in Wien und Berlin, 1804 in Schleswig, 1807 in Budapest, 1810 in München, 1815 in Prag (mit einer zusätzlichen Arie von Carl Maria von Weber), 1817 in Dresden (mit Ergänzungen von Ferdinando Paër und Sebastiano Nasolini) und 1827 in Wien gespielt. Eine dänische Übersetzung von N. T. Bruun gelangte 1806 in Kopenhagen zur Aufführung, eine polnische Fassung von J. Adamczewski 1807 in Warschau und eine russische 1812 in Moskau. Außerdem erschien 1805 eine italienische Übersetzung von F. G. Galli im Druck.
Die Ouvertüre nimmt den bekannten Trompetenruf aus Ludwig van Beethovens Oper Fidelio vorweg. Sie wird gelegentlich bei Konzerten aufgeführt und ist auch auf der CD Opera-Comique Overtures vom Label Naxos aus dem Jahr 2019 zu hören. Dort ist sie das einzige Werk Méhuls.

## Digitalisate
- Partitur, Paris. Digitalisat bei Gallica
- Auszüge aus der Oper in Bearbeitung für Klavier oder Harfe. Digitalisat bei Gallica
- Libretto (französisch), Paris 1803. Digitalisat bei Google Books
- Helene. Libretto (deutsch), Wien 1803. Digitalisat der Library of Congress, Übersetzung: Georg Friedrich Treitschke